# Dodge Omni 024
La Omni 024 è un'autovettura subcompact prodotta dalla Dodge dal 1979 al 1982. Il modello era una versione modificata della Dodge Omni. Analoga alla Volkswagen Scirocco, la Omni 024 era la versione sportiva della Chrysler/Simca Horizon. Di quest'ultima, la Omni 024 utilizzava il pianale del modello a quattro porte. La Omni 024 aveva un'auto gemella ottenuta tramite badge engineering che si chiamava Plymouth Horizon TC3. Il nome "TC3" era la sigla di Touring Coupé 3 porte.

## Storia
La Omni 024 utilizzava lo stesso telaio ed i medesimi motori della Omni, ma era dotata di un profilo fastback e di un diverso frontale. Il motore base era un quattro cilindri in linea Volkswagen da 1,7 L di cilindrata e 70 CV di potenza. Dal 1981, tra le opzioni, era possibile avere invece un motore Chrysler a quattro cilindri in linea da 2,2 L che erogava 84 CV. Basata sul pianale L della Chrysler, la Omni 024 aveva il motore montato anteriormente. Nel 1981, i cerchioni furono offerti in tinta con la carrozzeria. Nell'occasione, venne installato uno schienale dei sedili posteriori abbattibile. La trazione era anteriore. La Omni 024 e la Horizon TC3 erano offerte con un solo corpo vettura, hatchback tre porte. I cambi disponibili furono due, uno manuale a quattro rapporti ed uno automatico a tre velocità. Quest'ultimo era il TorqueFlite A404.
La linea della vettura prefigurava delle prestazioni migliori rispetto a quelle che in realtà possedeva. Inoltre, la Omni 024 non era pratica come la Omni. Nel 1981 ai nomi delle Omni 024 e delle Horizon TC3 furono tolti i prefissi Omni/Horizon. In questo modo, i due modelli diventarono semplicemente 024 e TC3.
Nel 1980 per la Dodge Omni 024 e per la Plymouth Horizon TC fu disponibile un pacchetto sportivo di derivazione De Tomaso. Per il primo modello l'opzione era chiamata "DeTomaso", mentre per il secondo l'allestimento era denominato "Turismo". Queste versioni possedevano alcuni componenti di vetture De Tomaso, ma erano dotate di un gruppo motopropulsore standard. Della 024 DeTomaso furono prodotti 1.333 esemplari nel 1980 e 619 nel 1981. Le 024 DeTomaso del 1981 erano disponibili solo con motore da 2,2 L.
La 024 non vendette molto bene, e fu rinominata Dodge Charger per il model year 1983. La Plymouth Horizon TC3 venne invece chiamata Plymouth Turismo. Come già accennato, il nome "Turismo" venne utilizzato precedentemente per un allestimento della Omni 024.
Nell'ultimo anno di produzione, molti componenti della 024 e della TC3 furono "riciclati" nei pick-up Dodge Rampage e Plymouth Scamp. Tra le parti che vennero poi riproposte, ci furono il telaio, il motore ed alcuni componenti del frontale.